# Liczba Biota
Liczba Biota – jedna z liczb podobieństwa. Wyraża stosunek oporu przewodzenia ciepła przez ciało do oporu przejmowania ciepła z jego powierzchni. Wykorzystywana głównie do obliczeń w przypadku nieustalonej wymiany ciepła (np. w bezwymiarowej postaci równania przewodzenia ciepła).
Wyraża się ona wzorem:
{\displaystyle {\rm {{Bi}={\frac {\alpha l}{\lambda }}={\frac {R_{\lambda }}{R_{\alpha }}},}}}
gdzie:
- {\displaystyle \alpha } – współczynnik przejmowania (wnikania) ciepła,
- {\displaystyle \lambda } – współczynnik przewodzenia ciepła materiału,
- {\displaystyle l} – długość charakterystyczna, która często definiowana jest jako stosunek objętości ciała do jego powierzchni {\displaystyle l={\frac {V}{A}},}
- {\displaystyle R_{\lambda }} – opór przewodzenia ciepła,
- {\displaystyle R_{\alpha }} – opór przejmowania ciepła.

Liczba ta wzięła swą nazwę od imienia i nazwiska Jeana Baptiste Biota – francuskiego fizyka.